# Apionichthys sauli
Apionichthys sauli är en fiskart som beskrevs av Ramos 2003. Apionichthys sauli ingår i släktet Apionichthys och familjen Achiridae. Inga underarter finns listade i Catalogue of Life.